# União de Judeus Progressistas Belgas
 União de Judeus Progressistas Belgas é uma organização antifa fundada na Segunda Guerra Mundial.
É um grupo associado com Muammar al Gaddhafi A organização se considera duplamente nacionalista. É associado a um jornal pago.